# Anyphaena gibboides
Espèce
Anyphaena gibboides est une espèce d'araignées aranéomorphes de la famille des Anyphaenidae.

## Distribution
Cette espèce est endémique des États-Unis. Elle se rencontre en Utah et en Oregon.

## Description
Le mâle holotype mesure 3,31 mm et la femelle paratype 3,74 mm.

## Publication originale
- Platnick, 1974 : The spider family Anyphaenidae in America north of Mexico. Bulletin of the Museum of Comparative Zoology, vol. 146, no 4, p. 205-266 (texte intégral).